# Diós-patak
A Diós-patak a Mátrában ered, Nógrád vármegyében, mintegy 500 méteres tengerszint feletti magasságban. A patak forrásától kezdve nyugati irányban halad, majd Szurdokpüspökinél eléri a Dolinka-patakot.
A Diós-patak vízgazdálkodási szempontból a Zagyva Vízgyűjtő-tervezési alegység működési területét képezi.

## Élővilága

### Flórája
A patak növényvilágát többek között az alábbi fajok alkotják: borzas zanót (Chamaecytisus hirsutus L. subsp. ciliatus), felálló iszalag (Clematis recta), erdei borkóró (Thalictrum aquilegiifolium).

## Part menti település
- Szurdokpüspöki